# Rock am Ring
Rock am Ring og Rock im Park er to samtidige rock-festivaler, der afholdes årligt i Tyskland. Mens Rock am Ring finder sted ved racerbanen Nürburgring i det vestlige Tyskland, foregår Rock im Park i og omkring EasyCredit-Stadion i Nürnberg i den sydøstlige del af landet. Rock am Ring løb af stablen første gang i 1985, og har med undtagelse af 1989 og 1990 været afviklet årligt siden, ofte i pinseweekenden. Rock im Park blev afholdt første gang i 1993.
Festivalerne regnes for at være én begivenhed, idet alle artister med få undtagelser optræder begge steder. I 2007 havde festivalerne lige over 150.000 gæster.
Blandt de kunstnere, der har optrådt på festivalerne er Guns N' Roses, Danzig, KoRn, Van Halen, Bon Jovi, Nickelback, Foo Fighters, U2, Rammstein, Linkin Park, Marilyn Manson, Bob Dylan, 3 Doors Down, Gavin DeGraw, Incubus, Metallica, Iron Maiden, Motörhead, Green Day, Stereophonics, Die Toten Hosen, Manic Street Preachers, Pearl Jam, Lenny Kravitz, Aerosmith, The Verve, HIM og danske Volbeat.

## Lokation
| 1985 | Nürburgring, Nürburg    | –                                       |      |   |   |
| 1986 | Nürburgring, Nürburg    | –                                       |      |   |   |
| 1987 | Nürburgring, Nürburg    | –                                       |      |   |   |
| 1988 | Nürburgring, Nürburg    | –                                       |      |   |   |
| 1989 | –                       | –                                       |      |   |   |
| 1990 | –                       | –                                       |      |   |   |
| 1991 | Nürburgring, Nürburg    | –                                       |      |   |   |
| 1992 | Nürburgring, Nürburg    | –                                       |      |   |   |
| 1993 | Nürburgring, Nürburg    | Rock in Wien Ernst Happel Stadion, Wien |      |   |   |
| 1994 | Nürburgring, Nürburg    | Rock im Riem Flughafen München-Riem, v  |      |   |   |
| 1995 | Nürburgring, Nürburg    | Rock im Riem Olympiastadion, München    |      |   |   |
| 1996 | Nürburgring, Nürburg    | Rock im Riem Olympiastadion, München    |      |   |   |
| 1997 | Nürburgring, Nürburg    | Frankenstadion, Nuremberg               |      |   |   |
| 1998 | Nürburgring, Nürburg    | Frankenstadion, Nuremberg               |      |   |   |
| 1999 | Nürburgring, Nürburg    | Frankenstadion, Nuremberg               |      |   |   |
| 2000 | Nürburgring, Nürburg    | Frankenstadion, Nuremberg               |      |   |   |
| 2001 | Nürburgring, Nürburg    | Frankenstadion, Nuremberg               |      |   |   |
| 2002 | Nürburgring, Nürburg    | Frankenstadion, Nuremberg               |      |   |   |
| 2003 | Nürburgring, Nürburg    | Frankenstadion, Nuremberg               |      |   |   |
| 2004 | Nürburgring, Nürburg    | Zeppelinfeld, Nuremberg                 |      |   |   |
| 2005 | Nürburgring, Nürburg    | Zeppelinfeld, Nuremberg                 |      |   |   |
| 2006 | Nürburgring, Nürburg    | Luitpoldarena, Nuremberg                |      |   |   |
| 2007 | Nürburgring, Nürburg    | Zeppelinfeld, Nuremberg                 |      |   |   |
| 2008 | Nürburgring, Nürburg    | Zeppelinfeld, Nuremberg                 |      |   |   |
| 2009 | Nürburgring, Nürburg    | Zeppelinfeld, Nuremberg                 |      |   |   |
| 2010 | Nürburgring, Nürburg    | Zeppelinfeld, Nuremberg                 |      |   |   |
| 2011 | Nürburgring, Nürburg    | Zeppelinfeld, Nuremberg                 |      |   |   |
| 2012 | Nürburgring, Nürburg    | Zeppelinfeld, Nuremberg                 |      |   |   |
| 2013 | Nürburgring, Nürburg    | Zeppelinfeld, Nuremberg                 |      |   |   |
| 2014 | Nürburgring, Nürburg    | Zeppelinfeld, Nuremberg                 |      |   |   |
| 2015 | Mendig Air Base, Mendig | Zeppelinfeld, Nuremberg                 |      |   |   |
| 2016 | Mendig Air Base, Mendig | Zeppelinfeld, Nuremberg                 |      |   |   |
| 2017 | Nürburgring, Nürburg    | Zeppelinfeld, Nuremberg                 |      |   |   |
| 2018 | Nürburgring, Nürburg    | Zeppelinfeld, Nuremberg                 |      |   |   |
| 2019 | Nürburgring, Nürburg    | Zeppelinfeld, Nuremberg                 |      |   |   |
| 2020 | –                       | –                                       | 2021 | – | – |
| 2022 | Nürburgring, Nürburg    | Zeppelinfeld, Nuremberg                 |      |   |   |
| 2023 | Nürburgring, Nürburg    | Zeppelinfeld, Nuremberg                 |      |   |   |

## Tidligere festivaler, datoer og hovednavne
| Dato            | Bands | Gæster (RaR)                                        | Gæster(RiP)                         |
| --------------- | --- | --------------------------------------------------- | ----------------------------------- |
| 25–26 maj 1985  | U2, Joe Cocker, Foreigner, Marius Müller-Westernhagen, Marillion, Chris de Burgh, Rick Springfield, Gianna Nannini, The Alarm, Lone Justice, Immaculate Fools, REO Speedwagon, Saga, Mink DeVille, Russ Ballard, Night Ranger, Huey Lewis and the News, Shakatak | 75.000                                              | -                                   |
| 14–15 juni 1986 | Simple Minds headlining The Cure, INXS, James Taylor, Simply Red, Echo & the Bunnymen, Talk Talk, The Bangles, Cock Robin, Feargal Sharkey, and The Waterboys. | 50.000                                              | -                                   |
| 6–7 juni 1987   | David Bowie, Eurythmics, Udo Lindenberg, UB40 | 60.000                                              | -                                   |
| 11–12 juni 1988 | Marius Müller-Westernhagen, Fleetwood Mac, Chris Rea, Imperiet | 30.000                                              | -                                   |
| 28–30 juni 1991 | INXS, Toto, Sting, The Sisters of Mercy, The Jeremy Days | 51.000                                              | -                                   |
| 5–7 juni 1992   | Marillion, Saga, Bryan Adams, Elton John, Pearl Jam, The Cult, Tori Amos, Héroes del Silencio | 42.000                                              | -                                   |
| 29–30 maj 1993  | INXS, Faith No More, Brian maj, Robert Plant, Héroes del silencio, Melissa Etheridge, Def Leppard, Danzig, The Black Crowes, Leonard Cohen, Hothouse Flowers, The Jayhawks, World Party, Ugly Kid Joe | 50.000                                              | -                                   |
| 21–23 maj 1994  | Aerosmith, Peter Gabriel, Clawfinger, Nina Hagen, Radiohead, Therapy?, Rage Against the Machine, The Smashing Pumpkins | 70.000                                              | -                                   |
| 3–4 juni 1995   | Van Halen, Bon Jovi, Megadeth, Bad Religion, Otto Waalkes, Pretenders | 70.000                                              | -                                   |
| 24–26 maj 1996  | Rage Against the Machine, Kiss, Bryan Adams, Dave Matthews Band, Herbert Grönemeyer, Die Toten Hosen, Sting, Fugees, Alanis Morissette, Héroes del Silencio, Bush, Mike + the Mechanics, Sepultura, Rancid, Paradise Lost | 75.000                                              | -                                   |
| 16–18 maj 1997  | Soraya, Kiss, Aerosmith, Die Ärzte, Supertramp, Texas, Neneh Cherry, Faith No More | 70.000                                              | 40.000                              |
| 29–31 maj 1998  | Bob Dylan, Genesis, Ozzy Osbourne, Rammstein, BAP, The Prodigy, Bad Religion, Therapy?, The Smashing Pumpkins, Soulflower | 58.000                                              | Ikke specificeret                   |
| 21–23 maj 1999  | Metallica, Bryan Adams, Alanis Morissette, Xavier Naidoo, Kid Rock, Robbie Williams, Faithless, Skunk Anansie, Placebo, Travis, Garbage. | 63.000                                              | 30.000                              |
| 9–11 juni 2000  | Oasis, Pearl Jam, Slipknot, Die Toten Hosen, Sting, Eurythmics, Korn, Rage Against the Machine | 75.000                                              | 40.000                              |
| 1–3 juni 2001   | Blackmail, HIM, Anastacia, Limp Bizkit, Linkin Park, Papa Roach, Radiohead, Alanis Morissette, Kid Rock, Godsmack, OutKast, Reamonn, Hed PE, Mudvayne, Sammy Deluxe | 65.000                                              | 50.000                              |
| 17–19 maj 2002  | Lenny Kravitz, Carlos Santana, Faithless, Neil Young, Jamiroquai, Wyclef Jean, P.O.D., Drowning Pool, Ozzy Osbourne, Alien Ant Farm, System of a Down, Natalie Merchant, Bad Religion, Muse, Fettes Brot | 50.000                                              | 40.000                              |
| 6–8 juni 2003   | Iron Maiden, Metallica, Placebo (substituting for Linkin Park as a result of Chester Bennington being hospitalized with an abdominal parasite infection), Audioslave, Evanescence, Apocalyptica, Marilyn Manson, Deftones, Queens of the Stone Age, Zwan, The Cardigans, Maná, Molotov, Lifehouse, The Donnas, Murderdolls, Reamonn, Silverchair, The Hives, The Dandy Warhols, Die Happy, blackmail, MiA., Joachim Deutschland, Whyte Seeds, Stone Sour, Clawfinger Emil Bulls, Dave Gahan, Stereophonics, Badly Drawn Boy, Turin Brakes, Tomte, The Ark, Saybia, Surrogat, Disturbed, Boysetsfire, Moby, Beginner, ASD (Afrob & Samy Deluxe), Patrice, Saïan Supa Crew, Deichkind, Kool Savas, Creutzfeld & Jakob, Rolf Stahlhofen | 75.000                                              | 40.000                              |
| 4–6 juni 2004   | Red Hot Chili Peppers, Muse, Nickelback, Evanescence, Die Toten Hosen, Faithless, Bad Religion, Moloko, Avril Lavigne, Wir sind Helden, Judas Priest (Rock im Park only), Linkin Park (Rock am Ring only), Lostprophets, Motörhead, Sportfreunde Stiller, The Rasmus, Seeed, Korn, 3 Doors Down, Lagwagon, H-Blockx, Dover, Machine Head | 65.000                                              | 40.000                              |
| 3–5 juni 2005   | Hovednavne Iron Maiden, R.E.M., HIM, Wir sind Helden, Mudvayne, Melody Club, Green Day, Incubus, The Hives, Slayer, Marilyn Manson, 3 Doors Down, Helmet, Billy Idol, Velvet Revolver, Feeder, The Prodigy, The Chemical Brothers, Slipknot, Mötley Crüe, Fettes Brot, Mando Diao, Subway to Sally, Apocalyptica, Die Toten Hosen, Wednesday 13, Dir En Grey, Avenged Sevenfold, Kagerou, Maroon 5, Papa Roach, Within Temptation, Weezer, Black Raven, Garbage. | 70.000                                              | 45.000                              |
| 2–4 juni 2006   | Hovednavne Guns N' Roses, Kaizers Orchestra, Korn and Metallica, Angels & Airwaves, Trivium, Alter Bridge, Avenged Sevenfold, Cradle of Filth, Depeche Mode, The Darkness, Placebo, Morrissey, Franz Ferdinand, Deftones, Editors, Bela B., Nelly Furtado, Sportfreunde Stiller, Kaiser Chiefs, Tool, Jamiroquai, Dir En Grey, Atreyu, In Flames, Opeth, Bloodhound Gang, Kagerou, Danko Jones, Bullet for My Valentine, Alice in Chains, Stone Sour, Point Blank, The Zutons, Strapping Young Lad, She Wants Revenge, Lacuna Coil | 80.000                                              | 49.000                              |
| 1–3 juni 2007   | Hovednavne Linkin Park, Papa Roach, The Smashing Pumpkins, Die Ärzte and Slayer, Evanescence, Korn, The White Stripes, Velvet Revolver, Thirty Seconds to Mars, Muse, Beatsteaks, Billy Talent, Mando Diao, Wir sind Helden, Dave Matthews Band (withdrew from the event), The Hives, Arctic Monkeys, My Chemical Romance, Kaiser Chiefs, Jan Delay & Disko No. 1, M.I.A., The Kooks, Wolfmother, Stone Sour, Amy Winehouse (withdrew from the event), As I Lay Dying, Bloodsimple, Breed 77, The Cat Empire, Chimaira, The Cribs, Fair to Midland, Disco Ensemble, Enter Shikari, The Fratellis, Funeral for a Friend, Ghosts, Gogol Bordello, Good Charlotte, The Higher, Hinder, Killswitch Engage, Lamb of God, Little Man Tate, Machine Head, Maxïmo Park, McQueen, Megadeth, Mr. Hudson & The Library, Paolo Nutini, Papa Roach (canceled Rock im Park performance due to vocal problems), Razorlight, Scissor Sisters, Silverstein, The Sounds, Sugarplum Fairy, Tele, Type O Negative, Under the Influence of Giants, The Used, Zoot Woman, Aiden, Miasma, Charlotte Hatherley, DevilDriver, Down Below, DragonForce, Finley, Gallows, Groove Armada, Head Automatica, In This Moment, Kilian, Lez Zeppelin, The Long Blondes (Rock im Park only), Lost Alone, Mutemath, Ohrbooten, One Fine Day, Paramore, Pohlmann, Revolverheld, Saosin, Smoke Blow, Sunrise Avenue, Turbostaat, The Last Exit to Anywhere | 82.000 (Første gang der blev udsolgt på forhånd)    | 60.000                              |
| 6–8 juni 2008   | Hovednavne Die Toten Hosen, Rage Against the Machine, Metallica; also HIM, The Prodigy, Incubus, Sportfreunde Stiller, The Verve, The Offspring, Motörhead, Queens of the Stone Age, Eagles of Death Metal, Fettes Brot, Culcha Candela, The Fratellis, Serj Tankian, Bullet for My Valentine, Babyshambles, Nightwish, Lostprophets, In Flames, Kate Nash, Kid Rock, Alter Bridge, Simple Plan, Madsen, Dimmu Borgir, Bad Religion, Justice, Disturbed, 36 Crazyfists, Rooney, Stereophonics, Manic Street Preachers, Airbourne, Saxon, Pendulum, Danko Jones | Mere end 85.000 udsolgt ved forsalg                 | 75.000                              |
| 5–7 juni 2009   | Hovednavne Marilyn Manson, Billy Talent, Limp Bizkit, Placebo, The Killers, Korn, Slipknot, Mando Diao; also 2raumwohnung, Alexisonfire, All That Remains, ...And You Will Know Us by the Trail of Dead, Basement Jaxx, Biffy Clyro, Black Stone Cherry, Bloc Party, Bring Me the Horizon, Chester French, Chris Cornell, Dir En Grey, DragonForce, Dredg, Enter Shikari, Esser, Expatriate, Flogging Molly, Gallows, Guano Apes, Ich Bin Bunt, Jan Delay & Disko No. 1, Juliette Lewis, Kettcar, Kilians, Killswitch Engage, Kitty, Daisy & Lewis, Little Man Tate, Machine Head, Madina Lake, Madness, M.I.A., Middle Class Rut, New Found Glory, Pain, Papa Roach, Peter Bjorn and John, Phoenix, Peter Fox, Polarkreis 18, Razorlight, Reamonn, Scouting for Girls, Selig, Sevendust, Shinedown, Steadlür, Sugarplum Fairy, The All-American Rejects, The Crave, The Gaslight Anthem, The Kooks, The Prodigy, The Rifles, The Soundtrack of Our Lives, The Script, The Subways, Tomte, Trivium, Volbeat, White Lies | 80.000 udsolgt ved forsalg                          | 60.000                              |
| 3–6 juni 2010   | Hovednavne Rammstein, Muse, Rage Against the Machine, Kiss, HIM, Thirty Seconds to Mars; also A Day to Remember, Airbourne, Alice in Chains, Alkaline Trio, As I Lay Dying, Bad Religion, Broilers, Bullet for My Valentine, Cancer Bats, Carpark North, Crime in Stereo, Crystal Castles, Cypress Hill, Das Actionteam, Delphic, Die Sterne, Disco Ensemble, Dizzee Rascal, Dommin, Editors, Donots, Ellie Goulding, Eyes of Solace, Fertig, Los!, Five Finger Death Punch, Foals, Gentleman, Gogol Bordello, Gossip, H-Blockx, Halestorm, HammerFall, Heaven Shall Burn, Jan Delay & Disko No. 1, Jay-Z, Kamelot, Kasabian, Katatonia, Kate Nash, Kiss, Lamb of God, Lazer, Lissie, Motörhead, Muse, OneRepublic, Pendulum, Rage Against the Machine, Rise Against, Rock Rotten's 9mm Assi Rock'n'Roll, Roman Fischer, Slash, Slayer, Sportfreunde Stiller (unplugged), Stone Sour, Sweethead, Taking Dawn, Taylor Hawkins and the Coattail Riders, The Cribs, The Damned Things, The Hives, The New Black, The Sounds, The Storm, Them Crooked Vultures, Tocotronic, Turbostaat, Volbeat, We Are the Fallen, Whitechapel, WhoMadeWho, Year Long Disaster, You Me at Six, Zebrahead | 86.500 udsolgt ved forsalg                          | 60.500                              |
| 3–5 juni 2011   | Hovednavne System of a Down, Coldplay, Kings of Leon; also In Flames, Mando Diao, Avenged Sevenfold, Bring Me the Horizon; Beatsteaks, The Gaslight Anthem, Volbeat, Hurts, The BossHoss, Jazzkantine | 84.000                                              | 55,200                              |
| 1–3 juni 2012   | Hovednavne Linkin Park, Metallica, Die Toten Hosen; also Evanescence, Soundgarden, Tenacious D, Billy Talent, Machine Head, Marilyn Manson, Trivium, The Offspring, Kasabian, Skrillex, Gossip, Gojira, Killswitch Engage | 86.500 udsolgt ved forsalg                          | 76.000                              |
| 7–9 juni 2013   | Hovednavne Green Day, Volbeat, Thirty Seconds to Mars; also The Killers, The Prodigy, Seeed, Fettes Brot, Korn, Limp Bizkit, Paramore, Bullet for My Valentine, Hurts, Bad Religion, Phoenix, Stone Sour, The Bosshoss, Bring Me the Horizon, Tocotronic, Biffy Clyro, Papa Roach, Love and Death | 87.000 udsolgt ved forsalg                          | 72.000                              |
| 5–8 juni 2014   | Hovednavne Linkin Park, Metallica, Iron Maiden, Kings of Leon; also The Offspring, Nine Inch Nails, Queens of the Stone Age, Avenged Sevenfold, Die Fantastischen Vier, Fall Out Boy, Slayer, Rob Zombie, Anthrax, Trivium, Gogol Bordello | mere end 80.000                                     | 70.000                              |
| 5–7 juni 2015   | Hovednavne Foo Fighters, Die Toten Hosen, Slipknot, The Prodigy; also A Day to Remember, Asking Alexandria, Bad Religion, Bastille, Body Count Feat. Ice-T, Eagles of Death Metal, Enter Shikari, Godsmack, Hollywood Undead, In Flames, Interpol, Lamb of God, Marilyn Manson, Motörhead, Papa Roach, Parkway Drive, Pop Evil, Rise Against, Royal Republic, Skindred, Slash, Three Days Grace, Yellowcard, Zebrahead | mere end 90.000                                     | 75.000                              |
| 3–5 juni 2016   | Hovednavne Red Hot Chili Peppers, Black Sabbath, Volbeat; also Amon Amarth, Architects, Billy Talent, Breaking Benjamin, Bullet for My Valentine, Deftones, Disturbed, Heaven Shall Burn, Killswitch Engage, Panic! at the Disco, Major Lazer, Of Mice & Men, Shinedown, Tenacious D | 92.500 udsolgt ved forsalg Salgs- og deltagerrekord | 70.000                              |
| 2–4 juni 2017   | Hovednavne Rammstein, Die Toten Hosen, System of a Down; also Airbourne, Alter Bridge, Beartooth, Five Finger Death Punch, Frank Carter & The Rattlesnakes, Gojira, In Flames, Macklemore & Ryan Lewis, Pierce the Veil, Prophets of Rage, Simple Plan, Skindred, Sum 41 | 87.000 udsolgt ved forsalg                          | 88.500                              |
| 1–3 juni 2018   | Hovednavne Foo Fighters, Thirty Seconds to Mars, Gorillaz, Muse; also Asking Alexandria, Avenged Sevenfold, Babymetal, Bad Religion, Bullet for My Valentine, Ego Kill Talent, Enter Shikari, Good Charlotte, Hollywood Undead, Jonathan Davis, Marilyn Manson, Meshuggah, Nothing But Thieves, Nothing More, Parkway Drive, Rise Against, Shinedown, Snow Patrol, Stone Sour |                                                     |                                     |
| 7–9 juni 2019   | Hovednavne Slipknot, Die Antwoord, Die Ärzte, Tool, Slayer, Tenacious D, The Smashing Pumpkins, Bring Me the Horizon, Dropkick Murphys, Sabaton, Bastille, The 1975, The BossHoss, Alligatoah, SDP, Amon Amarth, Architects, Foals |                                                     |                                     |
| 5–7 juni 2020   | Hovednavne System of a Down, Green Day, Volbeat, Deftones, Billy Talent, Korn, Broilers, Disturbed, The Offspring, Weezer, Bilderbuch, Wanda, Alan Walker, Heaven Shall Burn, Yungblud, Powerwolf, Of Mice & Men, Motionless in White, August Burns Red | Aflyst grundet coronaviruspandemien                 | Aflyst grundet coronaviruspandemien |
| 11–13 juni 2021 | headliners System of a Down, Green Day, Volbeat, Deftones, Billy Talent, Korn, Broilers, Disturbed, The Offspring, Weezer, Bilderbuch, A Day to Remember, Alan Walker, Fall Out Boy, Of Mice & Men, Powerwolf, Gojira, You Me at Six, Yungblud | Aflyst grundet coronaviruspandemien                 | Aflyst grundet coronaviruspandemien |
| 3–5 juni 2022   | headliners Green Day, Muse, Volbeat, Broilers, Billy Talent, Korn, A Day to Remember, The Offspring, Deftones, Weezer, Donots, Bullet for My Valentine, Black Veil Brides, Scooter, Sportfreunde Stiller, Casper, Royal Republic, Airbourne, August Burns Red Sondaschule | 90,000                                              | 70.000                              |

## referencer
1. ↑  "Archived copy". Arkiveret fra originalen 15. juli 2014. Hentet 13. juli 2014.{{cite web}}:  CS1-vedligeholdelse: Arkivtitel brugt (link)
2. ↑  Wir sind der Ring! Arkiveret 4. september 2016 hos  Wayback Machine auf rock-am-ring.com
3. ↑  "Rock am Ring zurück zum Nürburgring". Arkiveret fra originalen 2016-12-05.
4. ↑  "History - Rock am Ring 2017". Rock am Ring. Arkiveret fra originalen 27. februar 2022. Hentet 11. juni 2021.